# プレストン・クレイボーン
プレストン・マイケル・クレイボーン（Preston Michael Claiborne, 1988年1月21日 - ）は、アメリカ合衆国テキサス州ダラス出身の元プロ野球選手（投手）。右投右打。

## 経歴

### プロ入り前
2006年のMLBドラフト23巡目（全体680位）でピッツバーグ・パイレーツから指名されたが、契約せずにテュレーン大学に進学した。2007年から2010年の在学期間で84試合にリリーフとして登板した。また、大学時代はプロ入り後も共にプレーするロブ・セゲディンとチームメートだった。

### プロ入りとヤンキース時代
2010年のMLBドラフト17巡目（全体535位）でニューヨーク・ヤンキースから指名され、プロ入り。契約後、傘下のA-級スタテンアイランド・ヤンキースでプロデビュー。19試合に登板して1勝2敗2セーブ・防御率2.28・30奪三振の成績を残した。8月にA+級タンパ・ヤンキースへ昇格。5試合に登板して0勝1敗・防御率3.68・6奪三振の成績を残した。
2011年はA+級タンパでプレーし、38試合に登板して3勝7敗5セーブ・防御率3.11・75奪三振の成績を残した。オフにはアリゾナ・フォールリーグに参加し、フェニックス・デザートドッグスに所属した。
2012年はAA級トレントン・サンダーでプレーし、30試合に登板して2勝2敗5セーブ・防御率2.22・49奪三振の成績を残した。6月にAAA級スクラントン・ウィルクスバリ・ヤンキースへ昇格。20試合に登板して4勝0敗1セーブ・防御率4.05・29奪三振の成績を残した。
2013年は開幕をAAA級スクラントン・ウィルクスバリ・レイルライダースで迎えたが、5月3日にヤンキースとメジャー契約を結んでアクティブ・ロースター入りした。5月5日のオークランド・アスレチックス戦でメジャーデビュー。同点の6回表から登板し、2回を無安打無失点に抑えた。この年は44試合に登板して0勝2敗・防御率4.11・42奪三振の成績を残した。
2014年3月26日にAAA級スクラントン・ウィルクスバリへ異動し、そのまま開幕を迎えた。4月20日にメジャーへ昇格。同日のタンパベイ・レイズ戦では、同点の延長11回裏から登板。2回を1安打無失点に抑え、メジャー初勝利を挙げた。4月24日にAAA級スクラントン・ウィルクスバリへ降格したが、4月27日にブルース・ビリングスが故障者リスト入りしたため、再昇格した。6月4日に再びAAA級スクラントン・ウィルクスバリへ降格。登録枠が拡大された9月2日に再昇格した。この年は18試合に登板して3勝0敗・防御率3.00・16奪三振の成績を残した。オフの12月19日に戦力外となった。

### マーリンズ傘下時代
2014年12月23日にウェイバー公示を経てマイアミ・マーリンズへ移籍した。
2015年は40人枠には入ったものの、マイナー・オプションでAAA級ニューオーリンズ・ゼファーズに配属された。肩のけがで故障者リストに入ったままマイナーでの登板もなくシーズンを終え、10月12日に40人枠から外れた。
2016年3月17日に自由契約となった。

### ジャイアンツ傘下時代
2016年6月9日にサンフランシスコ・ジャイアンツとマイナー契約を結んだ。傘下のAA級リッチモンド・フライングスクウォーレルズでプレーし、34試合に登板して2勝1敗3セーブ・防御率2.38・49奪三振の成績を残した。オフの11月7日にFAとなった。

### レンジャーズ時代
2017年2月24日にテキサス・レンジャーズとマイナー契約を結んだ。シーズンでは開幕から傘下のAAA級ラウンドロック・エクスプレスでプレーし、6月22日にメジャー契約を結んでアクティブ・ロースター入りした。6月26日のクリーブランド・インディアンス戦に7回から登板したが2回を投げ3失点した。6月29日にアンドリュー・キャッシュナーの故障者リストからの復帰に伴ってマイナー・オプションでAAA級ラウンドロックに降格し、7月2日に戦力外、4日に40人枠外となった。レギュラーシーズン終了後の10月10日にFAとなった。

### インディアンス傘下時代
2018年1月26日にインディアンスとマイナー契約を結び、スプリングトレーニングに招待選手として参加することになった。12月2日にFAとなった。

### 現役引退後
2020年より、ニューヨーク・ヤンキース傘下のルーキー級ガルフ・コーストリーグ・ヤンキース・ウエストの投手コーチに就任した。

## 詳細情報

### 年度別投手成績
| 年 度    | 球 団    | 登 板 | 先 発 | 完 投 | 完 封 | 無 四 球 | 勝 利 | 敗 戦 | セ 丨 ブ | ホ 丨 ル ド | 勝 率 | 打 者 | 投 球 回 | 被 安 打 | 被 本 塁 打 | 与 四 球 | 敬 遠 | 与 死 球 | 奪 三 振 | 暴 投 | ボ 丨 ク | 失 点 | 自 責 点 | 防 御 率 | W H I P |
| -------- | -------- | ----- | ----- | ----- | ----- | -------- | ----- | ----- | -------- | ----------- | ----- | ----- | -------- | -------- | ----------- | -------- | ----- | -------- | -------- | ----- | -------- | ----- | -------- | -------- | ------- |
| 2013     | NYY      | 44    | 0     | 0     | 0     | 0        | 0     | 2     | 0        | 4           | .000  | 214   | 50.1     | 51       | 7           | 14       | 4     | 2        | 42       | 2     | 0        | 23    | 23       | 4.11     | 1.29    |
| 2014     | NYY      | 18    | 0     | 0     | 0     | 0        | 3     | 0     | 0        | 0           | 1.000 | 96    | 21.0     | 24       | 1           | 10       | 3     | 0        | 16       | 0     | 0        | 9     | 7        | 3.00     | 1.62    |
| 2017     | TEX      | 1     | 0     | 0     | 0     | 0        | 0     | 0     | 0        | 0           | ----  | 10    | 2.0      | 5        | 0           | 0        | 0     | 0        | 2        | 0     | 0        | 3     | 3        | 13.50    | 2.50    |
| MLB：3年 | MLB：3年 | 63    | 0     | 0     | 0     | 0        | 3     | 2     | 0        | 4           | .600  | 320   | 73.1     | 80       | 8           | 24       | 7     | 2        | 60       | 2     | 0        | 35    | 33       | 4.05     | 1.42    |

- 2018年度シーズン終了時

### 背番号
- 38（2013年 - 2014年途中）
- 48（2014年途中 - 同年終了）
- 57（2017年）